# Selma (Texas)
Pour les articles homonymes, voir Selma.
Selma est une ville située en limite des comtés de Bexar et de Guadalupe, au Texas, aux États-Unis,.

## Démographie
Lors du recensement de 2010, la ville comptait une population de 5 540 habitants. Elle est estimée, en 2017, à 10 712 habitants.

### Source de la traduction
- (en) Cet article est partiellement ou en totalité issu de l’article de Wikipédia en anglais intitulé « Selma, Texas » (voir la liste des auteurs).